# Pereschory
Pereschory (ukrainisch Перешори; russisch Перешоры) ist ein Dorf im Norden der ukrainischen Oblast Odessa mit 120 Einwohnern (2001).
Das im späten 18. Jahrhundert von moldauischen Adligen aus Bessarabien gegründete Dorf liegt im Süden des Rajon Podilsk und gehört seit 2017 administrativ zur neu gebildeten Landgemeinde Kujalnyk, vorher war das Dorf ein Teil der Landgemeinde Mardariwka im Südosten des Rajons Podilsk.
Die Ortschaft liegt 27 km südöstlich vom Gemeindezentrum Kujalnyk, 30 km südöstlich vom Rajonzentrum Podilsk und etwa 170 km nordwestlich vom Oblastzentrum Odessa.
Östlich des Dorfes verläuft die Territorialstraße T–16–39.

## Persönlichkeiten
- Jewhen Tschykalenko (1861–1929), ukrainischer Kulturmäzen, Agronom, Landbesitzer, Verleger und Publizist kam im Dorf zur Welt und unterhielt hier ein modernes Landgut.